# Battle of the Bulge
Battle of the Bulge (Brasil: Uma Batalha no Inferno ) é um filme estadunidense, de 1965, dirigido por Ken Annakin, roteirizado por Philip Yordan, Milton Sperling e John Melson, música de Benjamin Frankel.

## Sinopse
Segunda guerra mundial, 1944, as forças alemãs, lançam ofensiva, com potentes tanques de guerra, em luta por gasolina.

## Elenco
- Henry Fonda ....... Tenente Coronel Kiley
- Robert Shaw ....... Coronel Hessler
- Robert Ryan ....... General Grey
- Dana Andrews ....... Coronel Pritchard
- George Montgomery ....... Sargento Duquesne
- Ty Hardin ....... Schumacher
- Pier Angeli ....... Louise
- Barbara Werle ....... Elena
- Charles Bronson ....... Wolenski
- Hans Christian Blech ....... Conrad
- Werner Peters ....... General Kohler
- James MacArthur ....... Tenente Weaver
- Karl-Otto Alberty ....... Von Diepel (como Karl Otto Alberty)
- Telly Savalas ....... Sargento Guffy